# Амвросий (Яковлев-Орлин)
Архиепископ Амвросий (Яковлев-Орлин; около 1752, Малоярославец, Калужская губерния — 26 января 1809, Рязань) — епископ Русской православной церкви, архиепископ Рязанский и Зарайский.

## Биография
Происходил из духовного рода Орлиных, приставку «Яковлев» получил по отцу во время обучения в Крутицкой семинарии, где обучался латинскому диалекту от нижних школ до риторики. В дальнейшем учился в Московской славяно-греко-латинской академии, где изучал философию, богословие, историю и хореографию, а также греческий и французский языки.

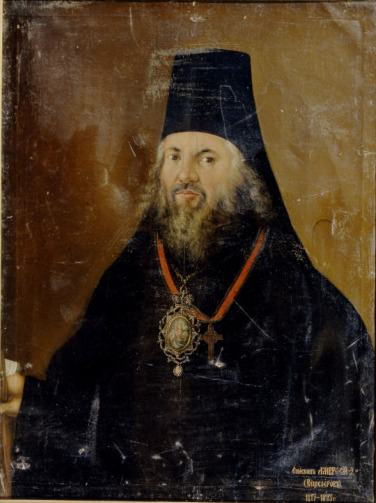
Портрет 1800 г.

В 1780 году он был переведен из Крутицкой епархии в Севскую, где был учителем нижних школ, а также поэзии и риторики, а чрез годичное время — катехизатором. В 1781 году Орлин был пострижен в монашество. В 1783 году обучал в Крутицкой семинарии риторике, истории, греческому и французскому языкам, а с 1785 года занимался обучением в Казанской семинарии риторики, истории, философии и был префектом. В своей краткой биографии к сему он прибавил: «по-гречески переводить умею, а говорить не могу».
В 1785 году определён игуменом в Казанский Кизический монастырь с поручением ему главного надзора над татарскими новокрещеными школами. В это же время состоял префектом Казанской духовной академии.
В 1790 году Амвросий возведён в сан архимандрита и назначен в Казанский Спасский монастырь. В следующем году он был вызван в Санкт-Петербург на чреду священнослужения и проповедания слога Божия. По возвращении чрез год в Казань, его назначили ректором местной семинарии и присутствующим в консистории. В 1794 году архимандрит Амвросий переведён из Казани в Москву настоятелем Заиконоспасского монастыря и назначен ректором Московской духовной академии. Переведённый в 1795 году настоятелем Новоспасского монастыря, Амвросий, 20 июля того же года, по Высочайшему повелению, назначен членом Св. Синода.
1 июня 1796 г. архимандрит Амвросий хиротонисан во епископа Вятского. В январе 1804 года переведён в Рязань, а 11 ноября того же года возведён в сан архиепископа.
Скончался 26 января 1809 года от апоплексического удара (инсульта), погребён в Рождественском соборе Рязани.

## Сочинения
Находясь в 1791—1792 годах в Санкт-Петербурге, Амвросий издал сборник своих проповедей.

## Награды
15 сентября 1801 года награждён орденом Святой Анны 1 степени.